# Décès en 1221
Décès
- 1217
- 1218
- 1219
- 1220
- 1221
- 1222
- 1223
- 1224
- 1225

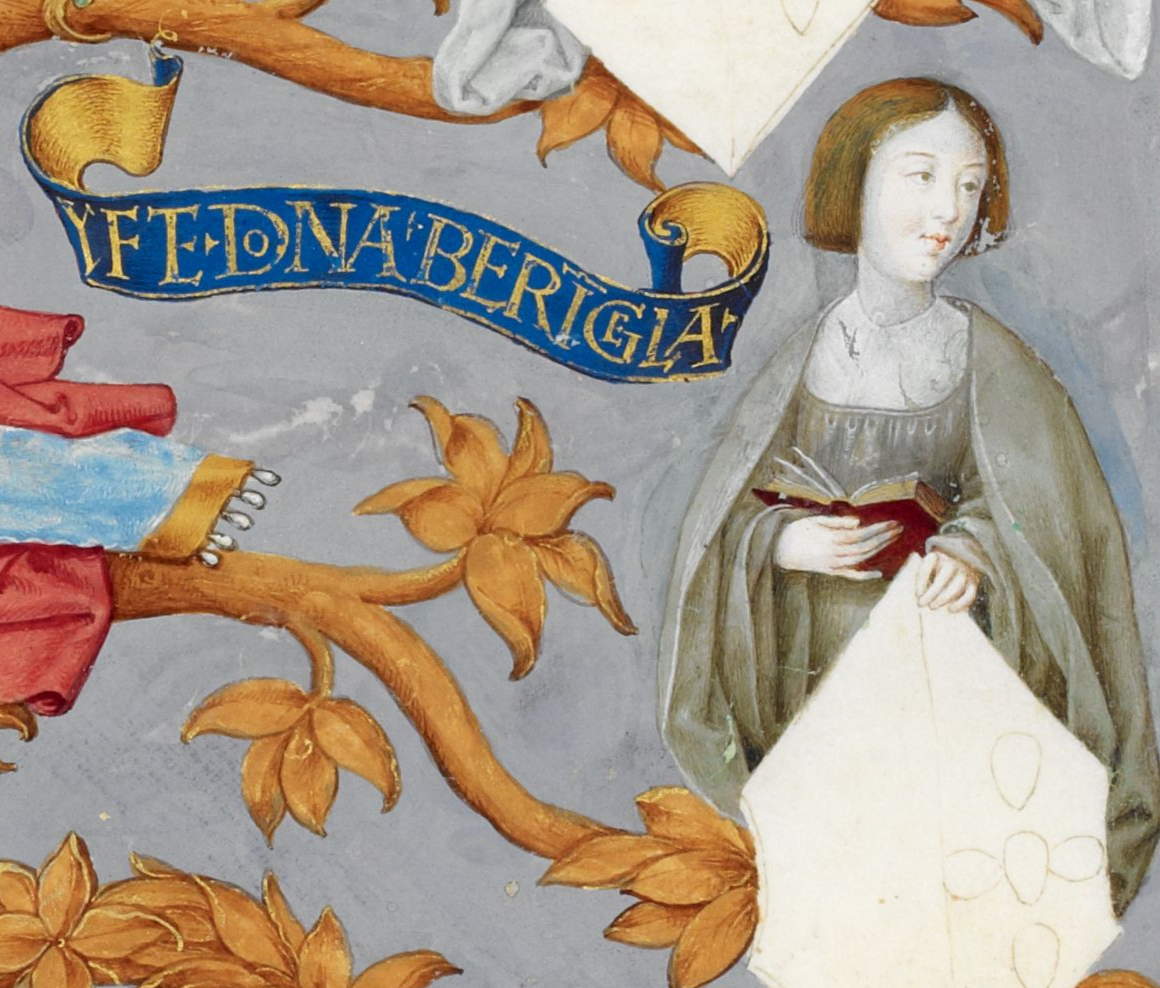
Bérengère de Portugal, morte en 1221.

Cette page dresse une liste de personnalités mortes au cours de l'année 1221 :
- 26 mars : Raoul de Neuville, cardinal français.
- 5 avril : Asukai Masatsune, poète et courtisan (kuge) japonais.
- 19 mai : Guillaume de Saint-Lazare, évêque de Nevers.
- 21 juin : Henri III de Limbourg, duc de Limbourg et comte d'Arlon.
- 6 août : Dominique de Guzmán, prêtre, fondateur de l'ordre des frères prêcheurs appelés couramment « dominicains ».
- 22 août : Guido de Papa, cardinal italien.
- 6 octobre : Guillaume II de Ponthieu, comte de Ponthieu, baron du Saosnois.
- novembre : Théodore Ier Lascaris, véritable fondateur de l'Empire de Nicée, empereur byzantin.
- 21 octobre : Alix de Thouars, duchesse de Bretagne depuis 1203 et comtesse de Richemont.

- Abraham de Smolensk, moine et Higoumène de Smolensk.
- Adam de Perseigne, cistercien français, abbé de l'abbaye de Perseigne dans le diocèse du Mans.
- Adèle de France, comtesse française.
- Alain de Roucy, chevalier et croisé français.
- Arnoul III de Looz, comte de Rieneck et comte de Looz.
- Pierre Duacensis, cardinal français.
- Qutb ad-Di-n Haydar, dit Baba Haydar, saint soufi persan.
- Henri Ier de Rodez, comte de Rodez et vicomte de Carlat.
- Hö'elün, mère de Gengis Khan et épouse principale du chef mongol Yesügei.
- Hovhannès VI Medzabaro, Catholicos de l'Église apostolique arménienne.
- Manassès de Seignelay, évêque d'Orléans.
- Mutukan, khan Mongol.
- Bérengère de Portugal, reine consort de Danemark.
- Raymond-Roupen d'Antioche, prince d'Antioche.
- Robert Poulain, archevêque de Rouen.
- Roger Bigot (2e comte de Norfolk).
- Albertet de Sisteron, troubadour.
- Thierry Ier l'Exilé, margrave de Basse-Lusace (Thierry III) et  margrave de Misnie.

## Crédit d'auteurs
- Cet article est partiellement ou en totalité issu de l'article intitulé « 1221 » (voir la liste des auteurs).